# Сладкое желание
«Сладкое желание» (исп. Dulce desafio) — мексиканская 100-серийная мелодрама 1988 года производства Televisa. Четырёхкратный лауреат премии TVyNovelas.

## Сюжет
Юная 17-летняя Лусеро Сандоваль живёт со своим отцом Сантьяго и сестрой Беатрис. В детстве, когда они с сестрой были совсем маленькими, Лусеро становится свидетелем гибели их матери. Девочка становится капризной, замыкается в себе и перестаёт ходить в школу. Отец решает отдать Лусеро на перевоспитание в школу-интернат.
Директор интерната, Луис Мансера, пользуясь служебным положением, делает жизнь девушек интерната нестерпимой.
Отец Лусеро Сантьяго принимает решение жениться на Росарио Кинтана, которая на 20 лет моложе его. Росарио, будучи доброй женщиной, находится в подчинении у своей честолюбивой матери, к тому же вынуждена содержать своего беспутного брата Хоэла. Их нечистая семейная игра сводится к одной простой хитрости: выманивать деньги у Сантьяго. К тому же в прошлом у Росарио есть тёмные пятна, она скрывает от Сантьяго очень важную вещь…
Когда-то мать Росарио из-за денег заставила её выйти замуж за преступника, который сейчас отбывает срок в тюрьме, а потому развод — невозможен…
Разумеется, скоропалительному браку Сантьяго и Росарио не рад в доме никто — ни Лусеро, ни её бабушка Дона Эстер, которая настойчиво пыталась открыть глаза Сантьяго на то, какие в действительности намерения по отношению к нему у семейства Кинтана.
У всех студенток интерната есть семейные проблемы, поэтому руководство интерната нанимает на работу молодого психолога Энрике Толедо. Он — красив, способен понять и выслушать каждую девушку, чем завоёвывает их расположение. Всех, но только не Лусеро. И всё-таки Энрике удаётся завоевать доверие девушки, и приходит день, когда оба понимают, что они влюблены друг в друга.
Мужчина старается избегать отношений со своей ученицей, однако Лусеро ясно понимает: это тот человек, с которым она хотела бы провести всю свою жизнь. Главным героям предстоит много раз оказаться в эпицентре любовных историй и невероятных поворотов событий.

## Создатели телесериала

### В ролях
- Адела Норьега — Лусеро Сандоваль Барбоса
- Эдуардо Яньес — Энрике Толедо
- Энрике Лисальде — Сантьяго Сандоваль
- Оливия Коллинз — Росарио Кинтана
- Беатрис Агирре — донья Эстер вдова де Сандоваль
- Серхио Клейнер — Луис Мансера
- Мерседес Олеа — Малена Тельес
- Шанталь Андере — Ребека Сентено
- Ана Патрисия Рохо — Мирта Миранда
- Альберто Эстрелья — Эрнесто Кирос
- Хуан Карлос Серран — Федерико Игера
- Джинни Хоффман — Марсела Седена
- Роса Фурман — донья Роса
- Фефи Маури — Тонья
- Армандо Арайса — Франсиско «Пако» Фернандес
- Амайрани Гутьеррес — Росио
- Анхелика Ривера — Мария Инес
- Хуан Карлос Бонет — Бото Аргедас
- Катия дель Рио — Анхела Кастро
- Селина дель Вильяр — Кармен Руэлас
- Анхелика Ривальсаба — Луиса
- Паола Очоа — Арасели Отеро
- Маурисио Феррари — Альваро Руэлес
- Эванхелина Мартинес — Эстела Санчес
- Эстела Барона — Вероника
- Марта Эскобар — Фернанда Охеда
- Ана Уркуиди — Беатрис Сандоваль
- Луиса Уэртас — Эрминия Варгас
- Антонио Эскобар — Себастьян
- Росио Собрадо — Габи Куэвас
- Эдна Некоэчеа — Ана Мария Суреньо
- Хорхе Антолин — Хоэль Кинтана
- Анхелика Гарсиа — Сильвия Бальбоа
- Хульета Эгуррола — Рефугио Диас, вдова де Кастро
- Ильда Агирре — Марина Фернандес
- Карлос Монден — Рикардо Бальбоа
- Сильвия Суарес — Консепсион «Конча» Риваденейра де Мансера
- Лорена Веласкес — Аида Бальбоа
- Марио дель Рио — Дамиан
- Марта Аура — Маритса Миранда
- Рауль Буэнфиль — Пепе Ботельо
- Сильвия Кампос — Эрменехильда Агуадо Регулар
- Паола Гонсалес — Марука Санчес «Кукис»
- Херман Берналь — Андрес
- Леонор Льяусас — Грегория «Гойита»
- Лилия Прадо — Ракель Кинтана
- Альфредо Севилья — дон Гаспар
- Ямиль Атала — Фелипе Диас Метральяс
- Густаво дель Кастильо — Рауль Фернандес
- Серхио Хурадо — Альберто Лухан
- Хорхе Финк — Мигель Сентено
- Ана Мария Агирре — Элиса Роблес де Сентено
- Рамон Менендес — Франсиско Аргедас
- Грасиела Бернардос — Адриана де ла Пенья
- Хосе Антонио Ферраль — Марин
- Мануэль Бенитес — Рефугио Сантос
- Хуан Фелипе Пресиадо — Алехандро Куриель
- Хорхе Феган — Коронель Рамон Седена
- Глория Джордан — донья Ката Эскобар
- Антонио Мигель — падре Эухенио Мондрагон
- Кармен Салас — Матильде
- Эдит Клейман — Чабела
- Кларисса Ауэт — Клаудия Руэлас
- Габриэла Лоредо — Хуанита Рамирес
- Бланка Астоль — Грета Манхаррес де Аргедас
- Луис де Леон — Исраиль Антунес
- Даниела Лейтес — Нора Каррион
- Альфредо Гуррола — Чучо Помо
- Гильермо Хиль — доктор Гусман
- Глория Исагирре — Ирене
- Мария Прадо — Хулия Пачеко
- Роландо де Кастро — Роберто
- Тито Ресендис — Гастон Галисия
- Тере Корнехо — Лаура
- Густаво Наварро — Карлос
- Роса Элена Диас — донья Флор
- Мария Фернанда Моралес — Ховита
- Эдмундо Ариспе — сеньор Ортис
- Сальвадор Санчес — Эутимио Рамирес
- Альваро Хегевич
- Мигель Фаскинетто
- Армандо Лухан

### Административная группа
- Оригинальный текст: Хорхе Патиньо
- Музыкальная тема: Дульсе Десафио
- Композитор: Гильермо Мендес Гуйю
- Декорации: Алехандро Гонсалес
- Постановка: Макс Арройо
- Дизайн костюмов: Алехандро Гастелум
- Освещение: Рауль Баньос
- Монтажёр: Адриан Фрутос Маса
- Генеральный продюсер: Летисия Диас
- Координатор производства: Гвадалупе Ариас Аранда
- Бренд-менеджер: Хорхе Ромеро Диас
- Ассоциированный продюсер: Марко Винисио Лопес де Сатараин
- Оператор-постановщик: Карлос Герра Вильяреаль, Адриан Фрутос Маса
- Режиссёр-постановщик: Артуро Рипштейн
- Исполнительные продюсеры: Хулисса, Эухенио Кобо

## Награды и премии
- Лучший актёр — Адела Норьега и Эдуардо Яньес
- Лучший дебютант — Шанталь Андере[2]
- Лучший оператор-постановщик — Алехандро Фрутос Маса